# زينة

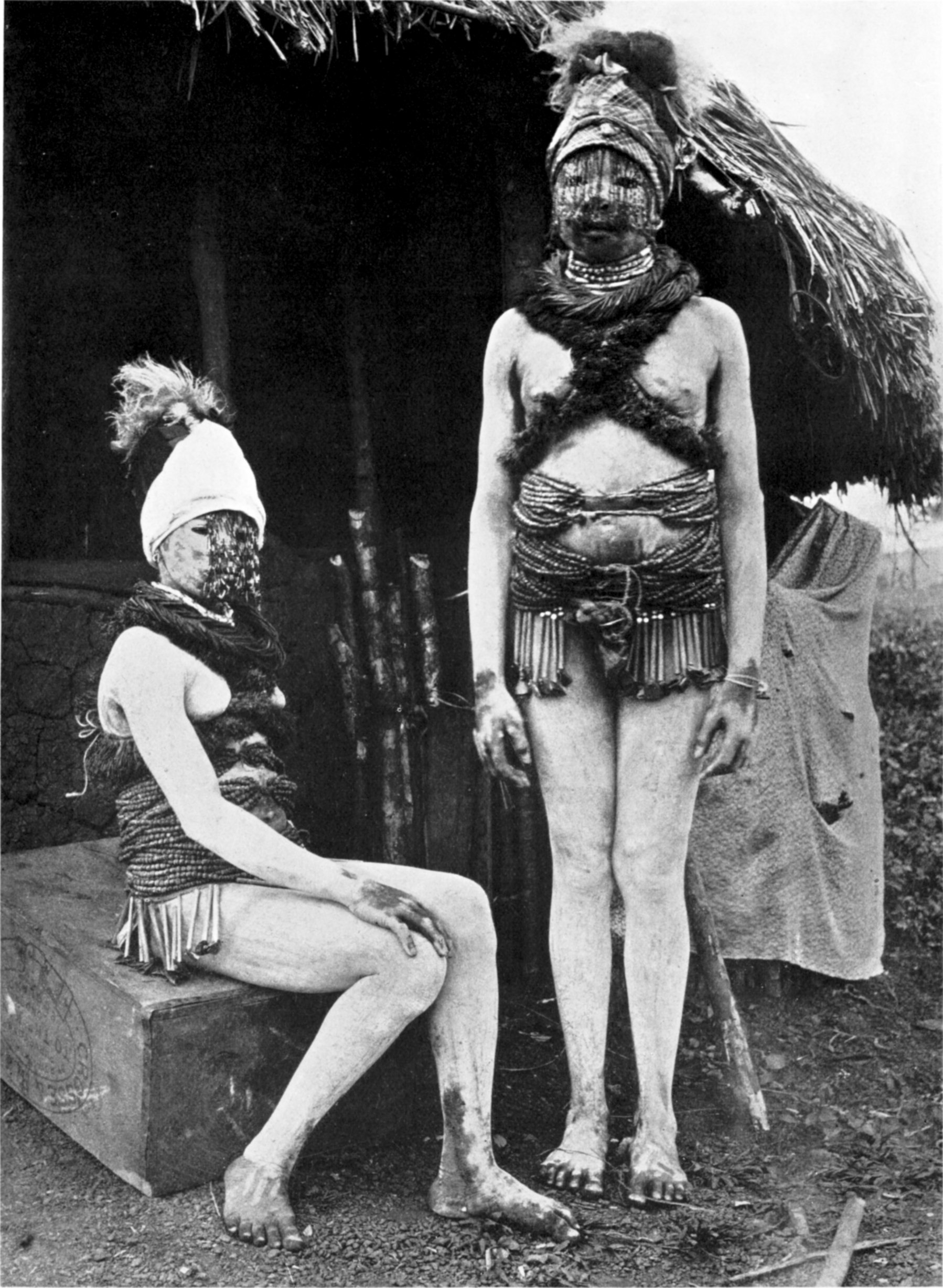
الزينة الرئيسية لهؤلاء الفتيات من قبيلة بوندو في سيراليون هي تزيين أجسادهن ووجوههن بعلامات تنتج عن دهن الأصابع بمادة تسمى "وجهه"، مكونة من الطين الأبيض والدهون الحيوانية.

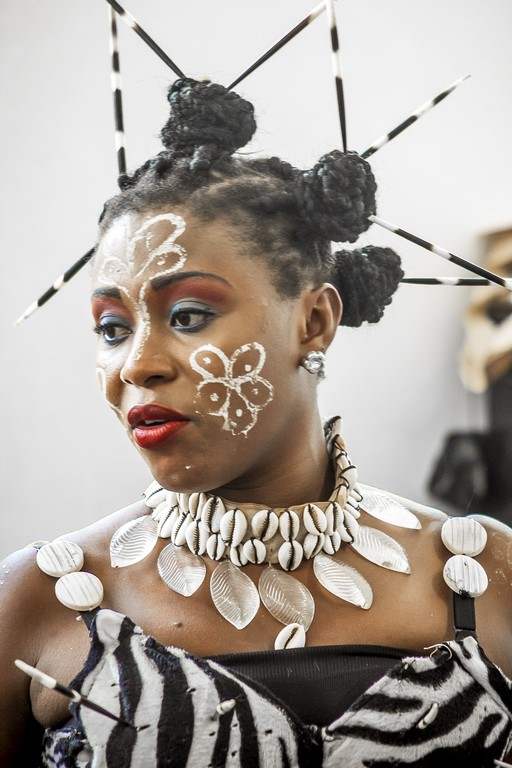
زينة مبنية على اساس سيقان الطيور

الزينة بشكل عام عبارة عن ملحق أو زخرفة يتم ارتداؤها لتعزيز جمال أو مكانة مرتديها. غالبًا ما يتم ارتداؤها لتزيين مرتديها أو تعزيزه أو تمييزه، ولتحديد الوضع الثقافي أو الاجتماعي أو الديني داخل مجتمع معين. عندما يتم ارتداؤها لإظهار الوضع الاقتصادي، غالبًا ما تكون العناصر إما نادرة أو باهظة الثمن بالنسبة للآخرين. عادة ما تكون الزينة ملونة، ويتم ارتداؤها لجذب الانتباه.
للزينة تاريخ طويل، في جميع أنحاء العالم، من الريش أو العظام، إلى الملحقات الحديثة، مثل المجوهرات.  يتم استخدام عناصر الزينة أيضًا من قبل المحاربين وأفراد الجيش الآخرين لإظهار الرتبة أو الإنجاز. 

## عناصر الزينة
وتشمل هذه مستحضرات التجميل والمجوهرات وإكسسوارات الملابس وشعر الوجه وتعديل الأظافر والثقب ولوحات الشفاه والوشم والتضفير وأغطية الرأس.

## الثقافات ،الفروع الثقافية والمؤسسات
تشمل المجموعات التي تكثر من الزينة : الياكوزا والجيش والمؤسسات الدينية والمجموعات القبلية وثقافة البانك .  يمكن لعناصر الزينة أن تخبرنا عن رتبة الشخص، وحالته الاجتماعية، ودوره الجنسي، ومنطقته الأصلية، وما إلى ذلك. ومن الأمثلة على ذلك المجوهرات المزخرفة التي ترتديها قبيلة الماساي ، وهي خاصة جدًا بهم وببعض القبائل ذات الصلة.

## الصور

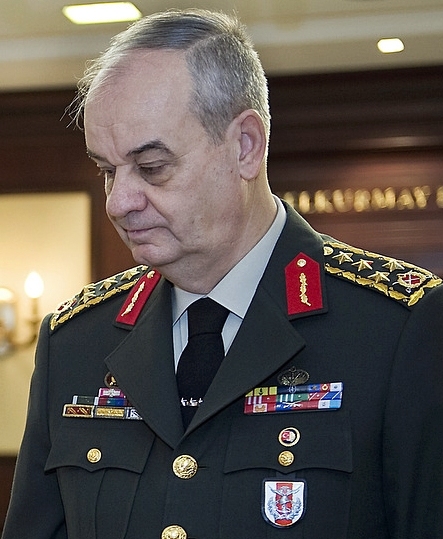
جنرال بزينة كثيفة من الميداليات
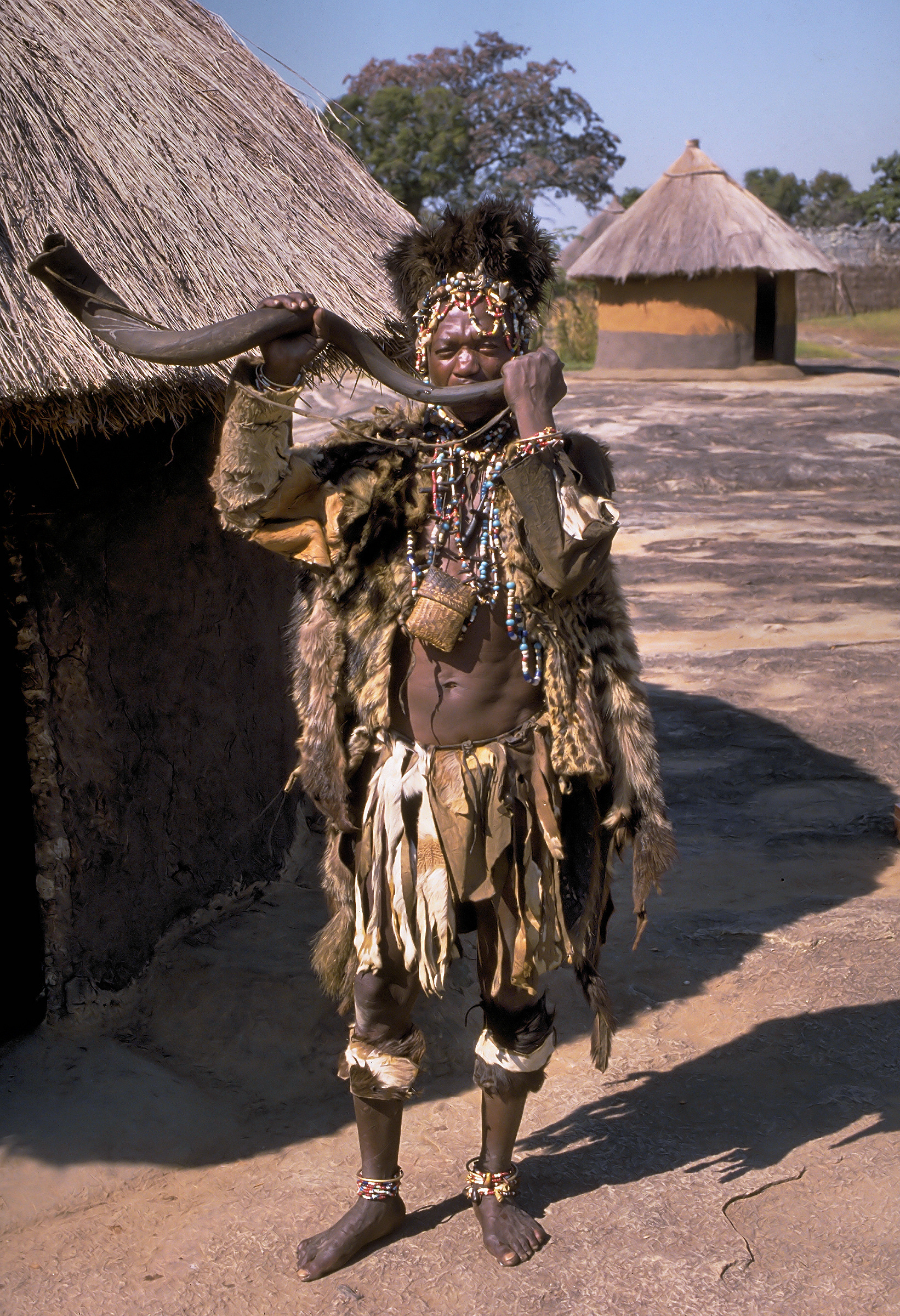
مشعوذ من الزيمبابوي يرتدي زينة من العاج و العظام
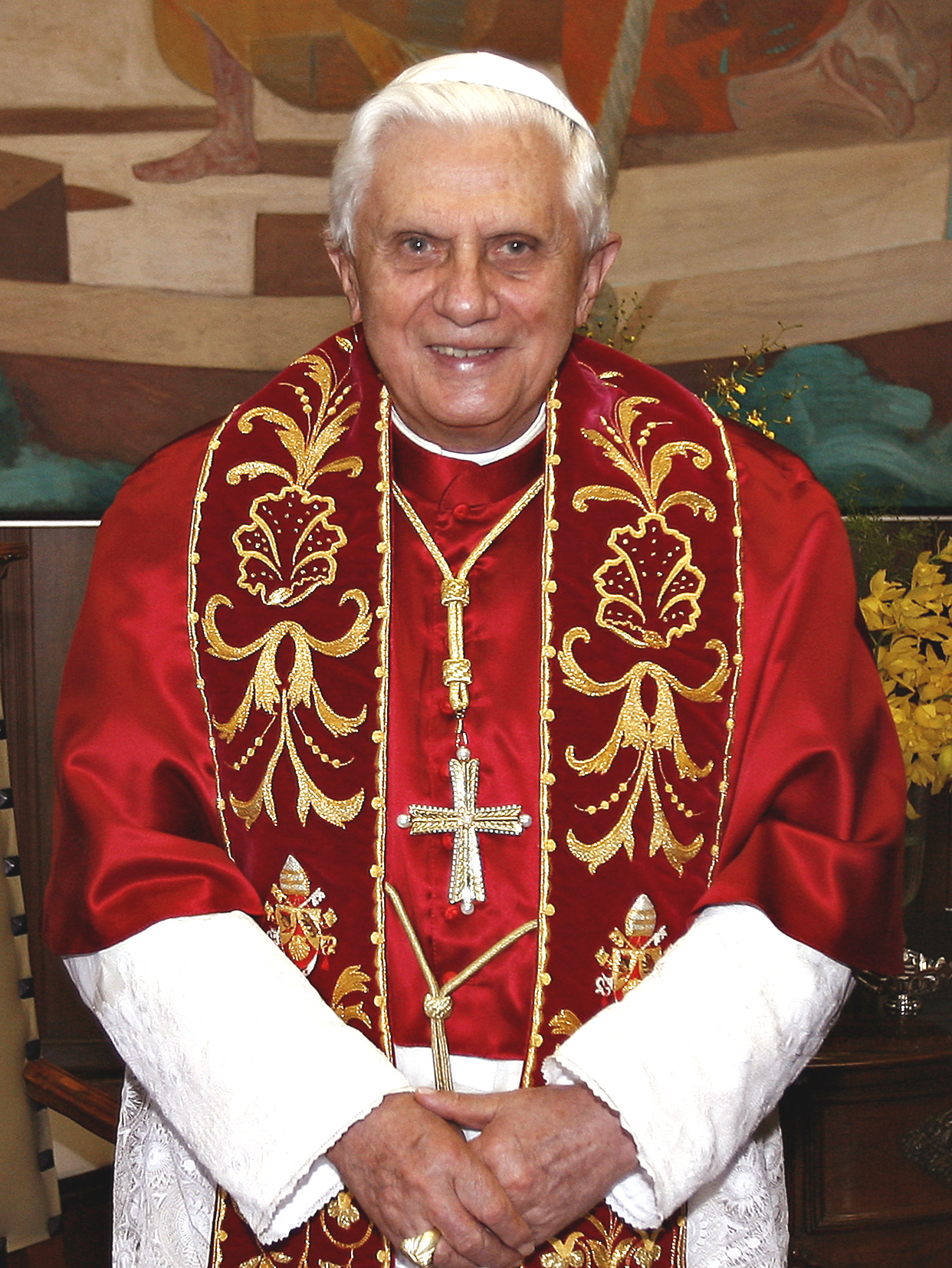
بندكت السادس عشر
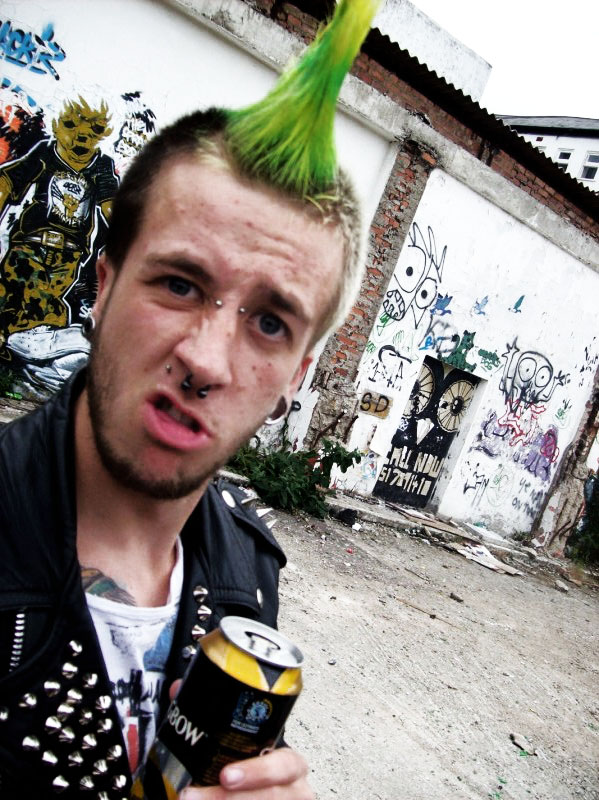
شاب متزين بزينة البنك
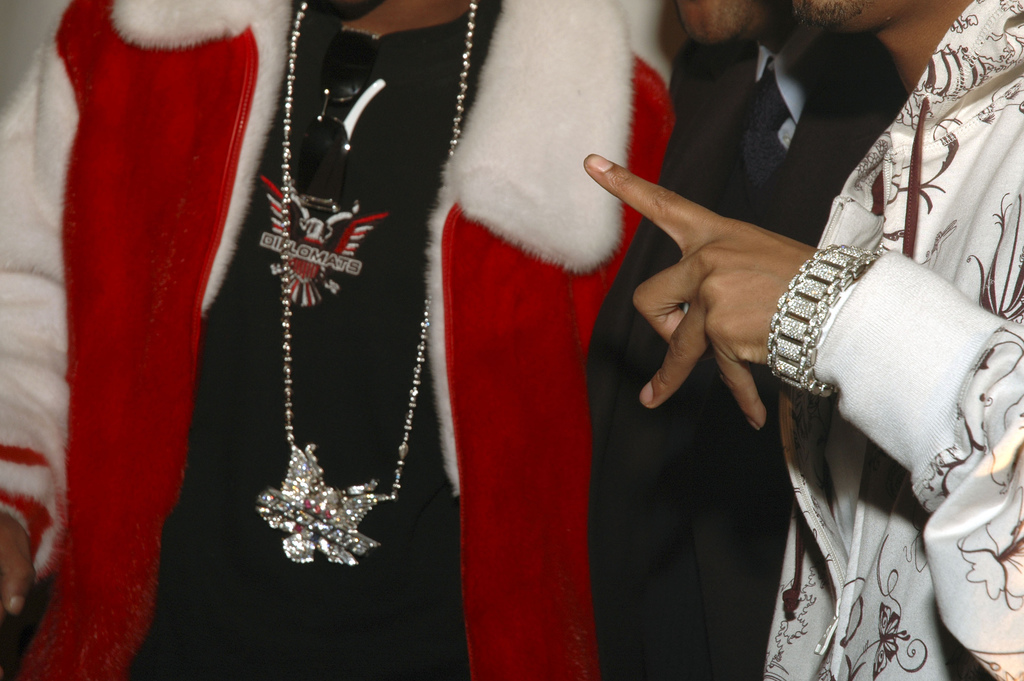
موضة البلينغ بلينغ المتعلقة بارتداء الكثير من الاساور و الخواتم الذهبية و الماسية
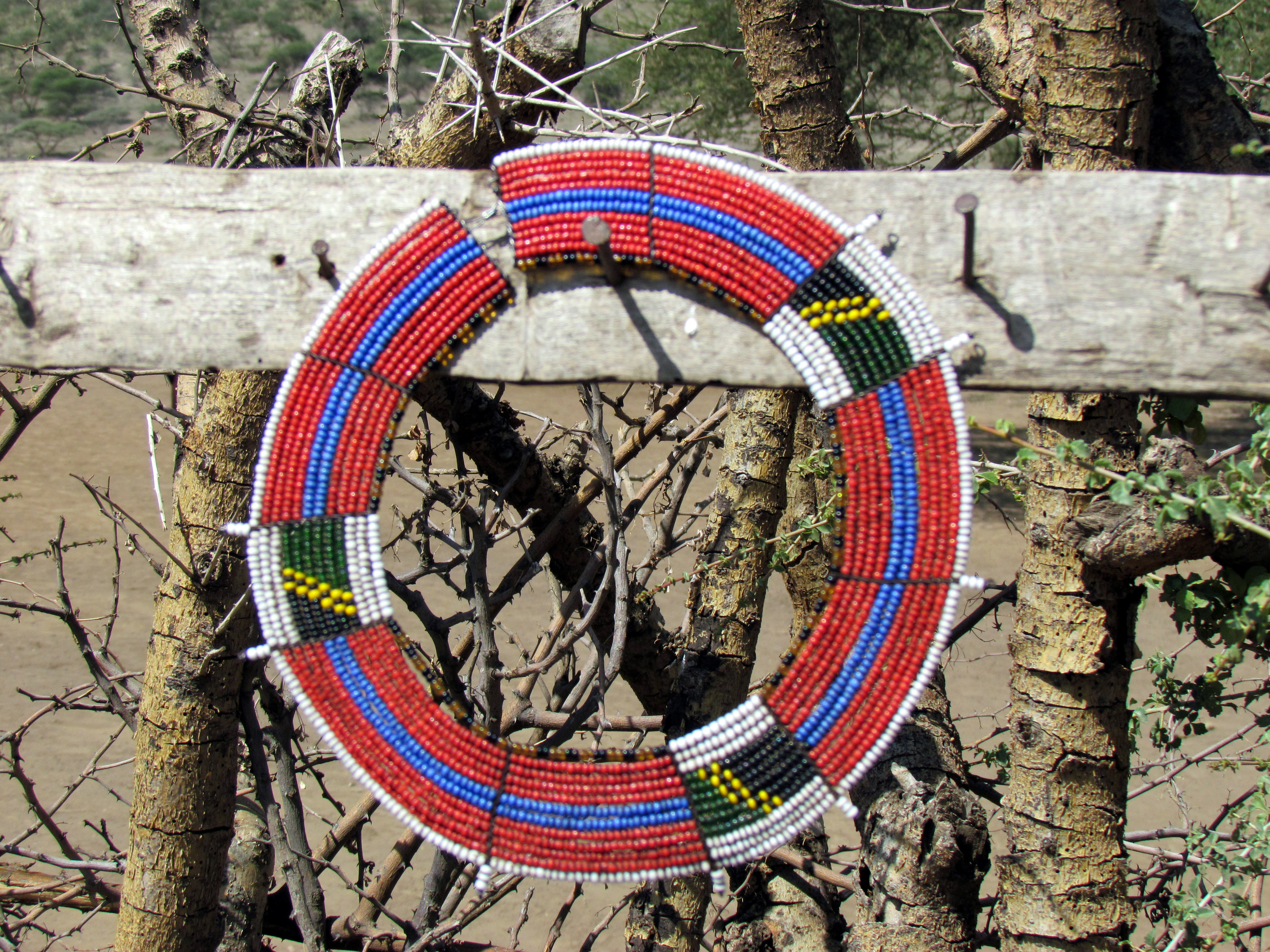
مجوهرات تخص نساء الماساي
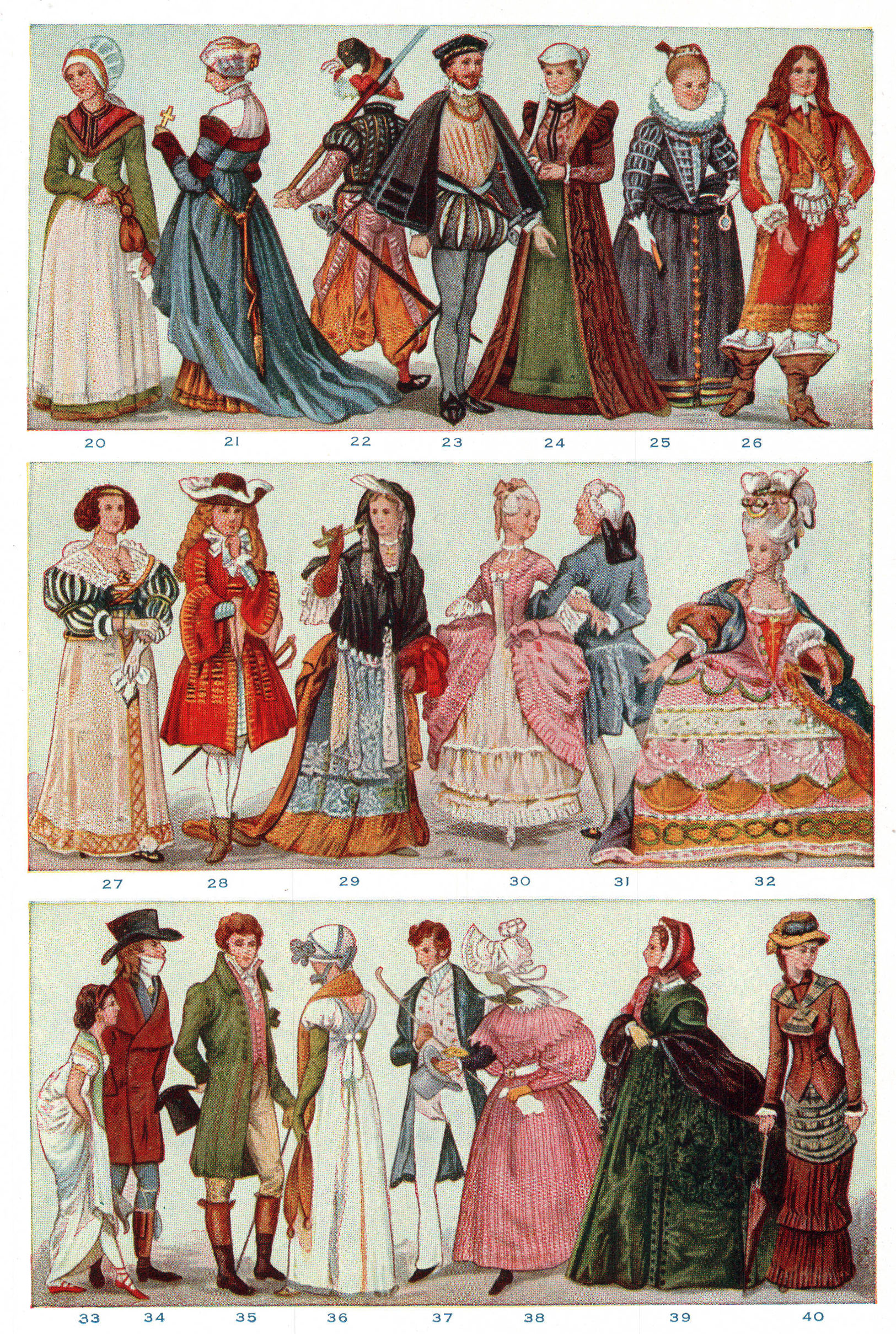
تطور الذوق الاجتماعي للزينةمن عصر النهضة الى القرن ال19

## أنظر أيضا
- ازينة ملحقة بالأزياء
- تعديل الجسم

## روابط خارجية
- أمثلة على الزينة الأفريقية[وصلة مكسورة] </link>< /link>[ رابط ميت دائم ]
- زينة على مشروع الدليل المفتوح